# Jørgen Bojsen-Møller
Pour les articles homonymes, voir Bojsen-Møller.
Jørgen Bojsen-Møller, né le 17 avril 1954 à Stege, est un skipper danois.

## Carrière
Jørgen Bojsen-Møller participe aux Jeux olympiques d'été de 1988 à Séoul et remporte la médaille d'or dans la catégorie du Flying Dutchman avec Christian Grønborg. Lors des Jeux olympiques d'été de 1992, il remporte la médaille de bronze dans la même épreuve mais cette fois-ci avec son cousin Jens Bojsen-Møller.